# Tomás Kirzner
Tomás Kirzner González (Buenos Aires, 17 de agosto de 1998), conocido artísticamente como Toto Kirzner, es un actor argentino. Ha participado en diversas producciones televisivas, entre ellas las telenovelas Simona (2018), Argentina, tierra de amor y venganza (2019) y Buenos chicos (2023–2024). Es hijo del productor y actor Adrián Suar y de la actriz y modelo Araceli González.

## Biografía
Nació en el barrio de Recoleta, Buenos Aires, hijo de los actores Adrián Suar y Araceli González. Por parte de su madre, tiene una media hermana mayor, la actriz y modelo Florencia Torrente, y por parte de su padre tiene una media hermana menor, Margarita Kirzner.

## Carrera profesional
A la edad de 18 años, Kirzner comenzó su carrera como actor cuando protagonizó el cortometraje Int.Bar-Noche (2016) dirigido por Axel Terrab y Belén Sosa, en el cual interpretó el papel de Marcos. En 2017, Kirzner debutó en televisión con el personaje de "Titi" en la telenovela Fanny, la fan emitida por Telefe. Ese mismo año, apareció con un papel secundario en la película El fútbol o yo protagonizada por su padre Adrián Suar y Julieta Díaz. A fines del 2017, Tomás participó del especial de televisión Reencuentros producido por la Fundación Huésped para El trece.
En 2018, Kirzner formó parte del elenco de la obra teatral Lo que nos une, donde interpretó a Tadeo y compartió cartel con Gabriela Toscano, Germán Palacios y Soledad Silveyra. Poco después, Tomás se unió al elenco principal de la telenovela juvenil Simona de El trece, donde interpretó a Eliseo de la Torre, un estudiante universitario que se convierte en el interés amoroso de Ailín (Minerva Casero).
A comienzos del 2019, Tomás protagonizó junto a Franco Masini el espectáculo teatral La naranja mecánica en el Método Kairós, siendo dirigido por Manuel González Gil. Al mismo tiempo, se anunció que se incorporó al elenco estable de la telenovela de época Argentina, tierra de amor y venganza televisada por El trece, donde se puso en la piel de Julián Salinas, un policía encargado de investigar y desmantelar una red de trata de mujeres. Ese año, formó parte de la web serie Chueco en línea protagonizada por su padre y estrenada en Flow.
A fines del 2020, Kirzner fue convocado para protagonizar la obra teatral juvenil Juegos, ¿Cuál es tu límite?, que se estrenó en principio por streaming debido a la pandemia de Covid-19 y tiempo después se llevó a cabo en forma presencial en el Paseo La Plaza. En 2021, se sumó a la segunda temporada de la serie policial El mundo de Mateo en el rol de Juan Gagliardi. Ese año, apareció en un rol secundario en la película Sola protagonizada por su madre Araceli González. Más tarde, Kirzner formó parte de la serie web de terror adolescente Tierra incógnita de Disney+, que se estrenó el 8 de septiembre de 2022. Allí, personificó el papel de Axel Rojas, el hijo del jefe de la policía y el villano de la historia.
En 2023, Kirzner coprotagonizó la obra teatral de comedia Votemos dirigida por Daniel Barone en el teatro Metropolitan, donde asumió el rol de Luqui. Ese mismo año, protagonizó la telenovela policial Buenos chicos de El trece, en la cual interpretó a Ezequiel «Zeta» Grenón, el hijo de una fiscal que se ve involucrado en una causa delictiva. Luego, en 2024, Kirzner se sumó al equipo de la productora Olga TV para conducir los programas Cuando Eric conoció a Milton y Mi primo es así emitido en plataformas digitales.
Seguidamente, protagonizó la película dramática La noche que luché contra Dios dirigida por Rodrigo Fernández Engler y grabada en mayo de 2022 en Córdoba, teniendo su estreno comercial el 4 de abril de 2024. En la cinta, Kirzner encaró el papel de Benjamín Sheinberg, un joven médico judío que experimenta un viaje espiritual.

## Filmografía

### Cine
| Año  | Título                         | Papel              | Notas        |
| ---- | ------------------------------ | ------------------ | ------------ |
| 2016 | Int.Bar-Noche                  | Marcos             | Cortometraje |
| 2017 | Toys Are Us                    | Marquitos          | Cortometraje |
| 2017 | El fútbol o yo                 | Javo               |              |
| 2018 | Hot Dogs                       | Cosa 2             | Cortometraje |
| 2021 | Sola                           | Soldado            |              |
| 2024 | La noche que luché contra Dios | Benjamín Sheinberg |              |
| 2024 | Duino                          | Paolo (joven)      |              |
| 2024 | Gala y Kiwi                    | Tomás              |              |

### Televisión
| Año       | Título                               | Papel                  | Notas                                           |
| --------- | ------------------------------------ | ---------------------- | ----------------------------------------------- |
| 2017      | Fanny, la fan                        | Titi                   |                                                 |
| 2017      | Reencuentros                         | Lucas                  | Especial de la Fundación Huésped                |
| 2018      | Simona                               | Eliseo de la Torre     |                                                 |
| 2018      | Si solo si                           | Inspector              |                                                 |
| 2019      | Argentina, tierra de amor y venganza | Julián Salinas         |                                                 |
| 2019      | Chueco en línea                      | Él mismo               |                                                 |
| 2020      | Famoso                               | Agente inmobiliario    | Episodio: «El futuro es un ángel y una sonrisa» |
| 2021      | El mundo de Mateo                    | Juan Gagliardi         |                                                 |
| 2022-2023 | Tierra incógnita                     | Axel Rojas             |                                                 |
| 2022      | Dos 20                               | Darío                  | Episodio: «Magia»                               |
| 2023-2024 | Buenos chicos                        | Ezequiel «Zeta» Grenón |                                                 |

### Web
| Año           | Título                       | Papel          | Canal       |
| ------------- | ---------------------------- | -------------- | ----------- |
| 2018          | Pelotazo a Putín             | Imanol Sabella | Chepo Films |
| 2024          | Cuando Eric conoció a Milton | Conductor      | Olga        |
| 2024-presente | Mi primo es así              | Conductor      | Olga        |
| 2025-presente | El fin del mundo             | Conductor      | Olga        |

## Teatro
| Año       | Título                      | Papel              | Lugar               |
| --------- | --------------------------- | ------------------ | ------------------- |
| 2017      | Tinder                      | Amigo (voz en off) | Teatro La Casona    |
| 2018      | Lo que nos une              | Tadeo              | Teatro El Nacional  |
| 2018      | Simona, en vivo             | Eliseo de la Torre | Estadio Luna Park   |
| 2019      | La naranja mecánica         | Varios             | El Método Kairós    |
| 2019      | Sentido pésame              | Gastón             | Microteatro         |
| 2020-2021 | Juegos, ¿Cuál es tu límite? | Andrés             | Paseo La Plaza      |
| 2023-2024 | Votemos                     | Luqui              | Teatro Metropolitan |

## Premios y nominaciones
| Año  | Organización                              | Categoría                         | Trabajo                     | Resultado   | Ref(s) |
| ---- | ----------------------------------------- | --------------------------------- | --------------------------- | ----------- | ------ |
| 2017 | Prince of Prestige Academy Awards         | Mejor actor                       | Int.Bar-Noche               | Nominado    | [ 24 ] |
| 2018 | Nickelodeon Kids' Choice Awards Argentina | Revelación digital                | —                           | Prenominado | [ 25 ] |
| 2018 | Premios ACE                               | Revelación masculina              | Lo que nos une              | Nominado    | [ 26 ] |
| 2019 | Premios ACE                               | Mejor actor en teatro alternativo | La naranja mecánica         | Nominado    | [ 27 ] |
| 2021 | Premios Hugo al Teatro Musical            | Revelación masculina              | Juegos, ¿Cuál es tu límite? | Nominado    | [ 28 ] |